# پائولو دلافیوره
پائولو دلافیوره (انگلیسی: Paolo Dellafiore؛ زادهٔ ۲ فوریهٔ ۱۹۸۵) بازیکن فوتبال اهل ایتالیا است.
از باشگاه‌هایی که در آن بازی کرده‌است می‌توان به باشگاه فوتبال اینتر میلان، باشگاه فوتبال پروجا، باشگاه فوتبال اسپتزیا، باشگاه فوتبال تورینو، باشگاه فوتبال پارما، باشگاه فوتبال روبور سیه‌نا، باشگاه فوتبال پادوا، باشگاه فوتبال لاتینا، باشگاه فوتبال چزنا، باشگاه فوتبال نووارا، و باشگاه فوتبال پالرمو اشاره کرد.
وی همچنین در تیم‌های ملی فوتبال زیر ۱۶ سال ایتالیا، زیر ۲۰ سال ایتالیا، و زیر ۲۱ سال ایتالیا بازی کرده‌است.